# Ghemon
Ghemon (рус. Ге́мон), настоящее имя — Джованни Лука Пикарье́лло (итал. Giovanni Luca Picariello; род. 1 апреля 1982, Авеллино, Италия) — итальянский рэпер, автор-исполнитель.

## Биография

### Юные годы и начало карьеры
Первое знакомство Джованни с хип-хоп культурой произошло в 1995 году, тогда будущий рэпер увлёкся граффити. Вместе с тем большое влияние на юношу оказало творчество популярного в то время в Италии хип-хоп коллектива Articolo 31.
Творческий псевдоним Джованни является данью уважения к Гоэмону Исикава XIII, герою из серии манг «Люпен III».

### «Mezzanote» и первый Санремо
22 сентября 2017 года Гемон выпустил свой пятый студийный альбом «Mezzanote», главной темой которого стала депрессия, в которую рэпер впал в январе 2016 года и из которой он вышел через несколько месяцев благодаря приёму антидепрессантов.
8 марта 2018 года рэпер выпускает свою автобиографию «Io Sono».
В 2019 году Гемон принял участие в 69-м фестивале Санремо с песней «Rose Viola», которая в финале заняла 12 место.

### «Scritto nelle stelle» e «E vissero feriti e contenti»
В декабре 2019 года Гемон анонсирует выход своего шестого студийного альбома «Scritto nelle stelle», в котором центральной темой является любовь. Изначально выход альбома был запланирован на 20 марта 2020 года, однако из-за пандемии COVID-19 дата выхода была перенесена на 24 апреля того же года.
В 2021 году вновь принял участие в фестивале Санремо с песней «Momento perfetto», которая финишировала двадцать первой в турнирной таблице.
19 марта выходит седьмой студийный альбом «E vissero feriti e contenti». Обложку альбома украсил рыжий кот, сидящий на плече рэпера. По словам Гемона, кот является метафорой жизни: «кот может как царапать, так и дарить моменты нежности».

## Дискография

### Студийные альбомы
- 2007 — La rivincita dei buoni
- 2009 — E poi, all’improvviso, impazzire (опубликован как Ghemon & The Love 4tet)
- 2012 — Qualcosa è cambiato — Qualcosa cambierà Vol. 2
- 2014 — Orchidee
- 2017 — Mezzanotte
- 2020 — Scritto nelle stelle
- 2021 — E vissero feriti e contenti

### Мини-альбомы
- 2006 — Ufficio immaginazione
- 2010 — Embrionale
- 2012 — Per la mia gente — For My People (совместно с Marco Polo и Bassi Maestro)

### Микстейпы
- 2007 — Qualcosa cambierà Mixtape
- 2013 — Aspetta un minuto